# 中央银行大楼
中央银行大楼建于1914年，位于珠江北岸，两层钢筋混凝土结构，建筑面积1098平方米。正中大堂的外墙以花岗岩石构筑，门口两侧置两只西式风格的石狮，步上石台阶进入营业大堂。大堂上空是椭圆形的透光棚顶藻井。沿藻井四周的楼道建有仿欧式的科林斯柱式和罗马式柱子，其余外墙刷水洗石米，墙面饰以椭圆形图案。楼顶是低矮的女儿墙。大楼外围建有围墙。大门前的遮雨的棚是后加的。现建筑保存完整，见证了民国以来珠江两岸的历史变迁，也曾是旧中国的金融货币中心。
最早是孙中山于1924年8月15日即第一次国共合作亲手创办之广东省银行的办公楼，后改名为中央银行，大楼也随之改为中央银行大楼。曾发行过纸币，在中国金融史上扮演重要的角色。1927年南京国民政府在上海建中央银行后，广州中央银行于1929年3月改为广东中央银行，1932年1月再次改回广东省银行旧称。
1949年广州战斗发生后，该大楼曾一度作为中国人民银行广州分行所在地，现为中国工商银行广州分行第一支行。
中央银行大楼于1993年被广州市人民政府公布为市级文物保护单位，2002年7月广东省政府公布为广东省文物保护单位。